# Universiteit Daugavpils
De Universiteit Daugavpils (Daugavpils Universitāte) is een Letse staatsuniversiteit die zich bevindt in de stad Daugavpils. Het is het grootste openbare opleidingsinstituut van Oost-Letland. De universiteit werd in 1921 gesticht als opleidingsschool voor leerkrachten. Sinds 2001 draagt ze haar huidige naam.

## Faculteiten
De universiteit bevat vijf faculteiten die samen 53 specifieke opleidingen aanbieden.
- Faculteit Letteren
- Faculteit Sociale Wetenschappen
- Faculteit Natuurwetenschappen en Wiskunde
- Faculteit Muziek en Kunsten
- Faculteit Onderwijs en Management

## Onderzoek
De universiteit bevordert onderzoek in (voornamelijk) de volgende vakgebieden: literatuurwetenschappen, taalkunde, geschiedenis, biologie, milieuwetenschappen, fysica, economie, sociologie, psychologie, onderwijs en kunsten. Er zijn 13 onderzoekscentra.